# Confessione Tetrapolitana
La Confessione Tetrapolitana (in latino Confessio Tetrapolitana, in tedesco Vierstädtebekenntnis), chiamata anche Confessione di Strasburgo o Confessione sveva, fu una delle prime confessioni (intesa come complesso di dottrine) di fede protestanti redatta dai teologi Martin Bucero e Volfango Capitone e che fu presentata all'imperatore Carlo V il 9 luglio 1530 durante la dieta di Augusta per conto delle quattro città della Germania meridionale: Costanza, Lindau, Memmingen e Strasburgo. Il nome significa infatti "delle quattro città". La confessione si basava su una prima bozza della Confessione di Augusta a cui Bucero e Capitone avevano segretamente ottenuto l'accesso, ma modificata in direzione dello zwinglianesimo. Il suo scopo principale fu quello di prevenire uno scisma all'interno della protestantesimo durante gli anni della Riforma. È la più antica confessione della tradizione riformata prodotta in Germania.
Bucero e Capitone vennero chiamati alla Dieta di Augusta dai rappresentanti di Strasburgo, i quali sapevano che Filippo Melantone stava lavorando a una Confessione sassone che rappresentasse la posizione luterana. Dal 1524, i tedeschi del nord (luterani) e i tedeschi e gli svizzeri del sud erano divisi riguardo all'argomento relativo all'Eucaristia, con i luterani che sostenevano l'unione sacramentale (la presenza fisica del corpo di Cristo nel sacramento) e il memorialismo zwingliano (il sacramento solo come ricordo spirituale). Questa divisione aveva raggiunto il suo apice nei colloqui di Marburgo tra Zwingli e Lutero nel 1529.
La versione originale della confessione conteneva l'affermazione, probabilmente scritta da Capitone, che "Cristo Signore è veramente nella Cena e dà veramente da mangiare il suo vero corpo e veramente da bere il suo sangue, ma soprattutto allo spirito, mediante la fede". L'ultima frase intendeva esprimere un'enfasi zwingliana sulla natura spirituale del sacramento. Tuttavia questo risultava ancora inaccettabile per i luterani e, su insistenza dei rappresentanti di Strasburgo, questa posizione venne ulteriormente limata.
La confessione si compone di 23 capitoli. Il primo afferma che nulla dovrebbe essere insegnato se non ciò che è esplicitamente affermato nella Scrittura, affermazione che non si trova nella Confessione di Augusta.
Per ragioni politiche, la confessione fu in pratica abbandonata entro un anno dalla sua adozione, quando le quattro città aderirono alla Lega di Smalcalda. Nel 1536, i teologi di Strasburgo firmarono la Concordia di Wittenberg che unì le chiese luterana e riformata. Formalmente, la Confessione tetrapolitana rimase la confessione di Strasburgo fino al 1598 sebbene fin dal 1560 era considerata poco più di una generica dichiarazione di protestantesimo. Bucero, tuttavia, rimase fedele alla sua confessione e la recitò anche sul letto di morte.